# Volta a Andalusia 2008
La Volta a Andalusia 2008 es va disputar entre el 17 i el 21 de febrer de 2008. Va ser guanyada per l'espanyol Pablo Lastras García de l'equip Caisse d'Epargne, per davant de Clément Lhotellerie i Cadel Evans.
Les tres darreres etapes foren guanyades inicialment per Alessandro Petacchi, però una posterior sanció per dopatge, feu que la victòria li fos retirada i que aquesta passés al segon classificat de l'etapa. El mateix passà en la classificació per punts.

## Etapes
| Etapa | Data         | Recorregut                 | Km     | Vencedor d'etapa   | Líder de la general  |
| ----- | ------------ | -------------------------- | ------ | ------------------ | -------------------- |
| 1a    | 17 de febrer | Benahavís - Álora          | 123 km | José Antonio López | José Antonio López   |
| 2a    | 18 de febrer | Torrox Costa - La Zubia    | 176 km | Cadel Evans        | Clément Lhotellerie  |
| 3a    | 19 de febrer | Villa de Otura - Jaén      | 175 km | Giovanni Visconti  | Pablo Lastras García |
| 4a    | 20 de febrer | La Guardia de Jaén - Écija | 174 km | Borut Bozic        | Pablo Lastras García |
| 5a    | 21 de febrer | Antequera - Còrdova        | 155 km | Denis Flahaut      | Pablo Lastras García |

## Classificacions finals

### Classificació general
|    | Ciclista             | Equip             | Temps      |
| -- | -------------------- | ----------------- | ---------- |
| 1  | Pablo Lastras García | Caisse d'Epargne  | 20h 33'15" |
| 2  | Clément Lhotellerie  | Skil-Shimano      | + 48"      |
| 3  | Cadel Evans          | Silence-Lotto     | + 1'32"    |
| 4  | Mikel Astarloza      | Euskaltel-Euskadi | + 1'36"    |
| 5  | Juan Manuel Gárate   | Quick Step        | + 1'41"    |
| 6  | Alberto Losada       | Caisse d'Epargne  | + 1'45"    |
| 7  | Mario Aerts          | Silence-Lotto     | + 1'55"    |
| 8  | Iban Mayoz           | Karpin Galicia    | + 2'01"    |
| 9  | Joan Antoni Flecha   | Rabobank          | + 2'08"    |
| 10 | Bram Tankink         | Rabobank          | + 2'11"    |

|   | Ciclista               | Equip               | Punts |
| - | ---------------------- | ------------------- | ----- |
| 1 | José Antonio López Gil | Andalucía-Cajasur   | 24    |
| 2 | Arkaitz Durán Daroka   | Saunier Duval-Scott | 16    |
| 3 | Johan van Summeren     | Silence-Lotto       | 12    |

|   | Ciclista             | Equip            | Punts |
| - | -------------------- | ---------------- | ----- |
| 1 | Alessandro Petacchi  | Team Milram      | 75    |
| 2 | Giovanni Visconti    | Quick Step       | 49    |
| 3 | Pablo Lastras García | Caisse d'Epargne | 37    |

|   | Ciclista               | Equip             | Temps |
| - | ---------------------- | ----------------- | ----- |
| 1 | José Antonio López Gil | Andalucía-Cajasur | 11    |
| 2 | Igor Antón Hernández   | Euskaltel-Euskadi | 6     |
| 3 | Clément Lhotellerie    | Skil-Shimano      | 6     |

|   | Equip            | País    | Temps     |
| - | ---------------- | ------- | --------- |
| 1 | Caisse d'Epargne | Espanya | 61h44'46" |
| 2 | Silence-Lotto    | Bèlgica | + 2'03"   |
| 3 | Rabobank         | França  | + 4'25"   |